# Мур, Крейг (футболист, 2005)
Крейг Мур (англ. Craig Moore; род. 21 сентября 2005, Данди) — шотландский футболист, полузащитник клуба «Данди Юнайтед».

## Клубная карьера
Мур — воспитанник клуба «Данди Юнайтед». 18 декабря 2021 года в матче против «Рейнджерс» он дебютировал в шотландской Премьер-лиге в возрасте 16 лет.

## Международная карьера
В 2022 году в составе юношеской сборной Шотландии Мур принял участие в юношеском чемпионате Европы в Израиле. На турнире он сыграл в матчах против команд Португалии и Дании. 